# Diospyros heishi
Diospyros heishi är en tvåhjärtbladig växtart som beskrevs av Rafaël Govaerts. Arten tillhör släktet Diospyros och familjen Ebenaceae.
Arten är ett träd som förekommer i Vietnam, Hainan och Filippinerna.